# Google Messaggi
Google Messaggi (in precedenza nota come Messenger, Android Messaggi e Messaggi di Google) è un'applicazione di messaggistica sviluppata da Google per i suoi sistemi operativi mobili Android e Wear OS. È disponibile anche come applicazione web.
Messaggi è la piattaforma di messaggistica istantanea ufficiale di Google per l'ecosistema Android e si basa sui servizi SMS, MMS e Rich Communication Services (RCS). A partire dal 2023, Google ha attivato RCS per impostazione predefinita sui dispositivi Android partecipanti, in modo simile all'implementazione di iMessage sui dispositivi Apple.

## Storia
Il codice originale per l'applicazione di messaggistica SMS su Android è stato pubblicato nel 2009 integrato nel sistema operativo. Successivamente è stata pubblicata come applicazione autonoma, indipendente da Android, con il rilascio di Android 5.0 Lollipop nel 2014, sostituendo Google Hangouts come app SMS predefinita sulla linea di telefoni Nexus.
Nel 2018, Messaggi ha adottato i messaggi RCS e si è evoluta per inviare file di dimensioni maggiori, sincronizzarsi con altre app e inviare messaggi in massa. Ciò avvenne in preparazione del lancio, da parte di Google, dei messaggi per il web.
Nel dicembre 2019, Google ha iniziato a introdurre il supporto per la messaggistica Rich Communication Services tramite un servizio RCS ospitato da Google chiamato, nell'interfaccia utente, "funzionalità di chat". A questo lancio iniziale è seguito un più ampio lancio su scala globale nel corso del 2020.
L'applicazione ha superato 1 miliardo di installazioni nell'aprile 2020, raddoppiando il numero di installazioni in meno di un anno.
Inizialmente, la crittografia end-to-end non era supportata nei messaggi RCS. Nel giugno 2021, Google ha introdotto la crittografia end-to-end per impostazione predefinita, utilizzando il protocollo Signal, per tutte le conversazioni individuali basate su RCS. Per le chat di gruppo la crittografia nei messaggi RCS è stata abilitata nel dicembre 2022 per gli utenti beta, e per tutti gli utenti entro agosto 2023. Nel luglio 2023, Google ha annunciato che avrebbe integrato il protocollo di crittografia end-to-end Message Layer Security (MLS) in Google Messaggi.
A partire dal Samsung Galaxy S21, Messaggi sostituisce l'app Messaggi di Samsung come app di messaggistica predefinita per One UI per alcune regioni e operatori. Nell'aprile 2021, l'applicazione ha iniziato a ricevere modifiche dell'interfaccia utente sui dispositivi Samsung per seguire gli aspetti caratterizzanti di One UI, ad esempio lo spostamento della parte superiore dell'elenco dei messaggi verso la metà dello schermo per migliorarne l'ergonomia.
Nel febbraio 2023, Google ha iniziato a sostituire i riferimenti alle "funzionalità di chat" nell'interfaccia utente di Messaggi con "RCS". Nell'agosto 2023, Google ha annunciato che Messaggi utilizzerà lo standard RCS per impostazione predefinita per tutti gli utenti per consentire loro di beneficiare di una messaggistica sicura. Nel dicembre 2023, con l'arrivo di nuove funzionalità, l'app è stata rinominata "Google Messaggi".
Nel luglio 2024, Samsung ha annunciato che non avrebbe più preinstallato Samsung Messaggi sui suoi dispositivi Galaxy, a partire dal Galaxy Z Fold 6 e Flip, favorendo invece Google Messaggi.

## Caratteristiche
Alcune delle funzionalità più importanti di Google Messaggi sono:
- Invio di messaggi di testo e vocali in conversazioni di gruppo o individuali tramite dati mobili e Wi-Fi, tramite Android, Wear OS o il Web.
- Crittografia end-to-end per le chat RCS.[23]
- Stato di digitazione, inviato, consegnato e letto
- Rispondere e reagire a messaggi specifici
- Condivisione di file e foto ad alta risoluzione
- Trascrizioni dei messaggi vocali
- Programmazione dei messaggi
- Promemoria in-app per compleanni e messaggi a cui non hai risposto dopo un po' di tempo con Nudges[26]
- Integrazione con l'ecosistema Google, ad esempio Google Calendar,[26] Meet,[27] Maps,[28] YouTube,[29] Foto,[30] Contatti, Assistente,[31] ricerca web, Navigazione sicura, eccetera.
- Interfaccia web: gli utenti possono visitare https://messages.google.com/web e accedere con il proprio account Google o scansionare il codice QR mostrato con il proprio smartphone per accedere a una versione web limitata dell'app che consente loro di inviare e ricevere messaggi, a condizione che lo smartphone rimanga connesso.[32]
- Riconoscimento del numero di telefono: l'app mostra lo Stato e la provincia del chiamante. Inoltre, può mostrare il nome dell'azienda o un avviso per le chiamate spam se il numero è registrato in un database[33]
- Accesso al chatbot Gemini su alcuni dispositivi Pixel, Galaxy e Android selezionati.[34]